# 파트리크 탈러
파트리크 탈러(독일어: Patrick Thaler, 1978년 3월 23일~)는 이탈리아의 은퇴한 알파인 스키 선수이다.